# 극소 모형 프로그램
대수기하학에서 극소 모형 프로그램은 대수다양체의 쌍유리 분류의 일부이다. 프로그램의 목표는 가능한 한 단순한 복소 사영다양체의 쌍유리 모형을 구성하는 것이다. 이 주제는 이탈리아 학파에서 연구한 표면의 고전적 쌍유리기하학에 기원을 두고 있으며 현재 대수 기하학 내에서 활발한 연구 영역이다.

## 개요
이론의 기본 아이디어는 각 쌍유리사상 동치류에서 "가능한 한 단순한" 다양체를 찾아 다양체의 쌍유리 분류를 단순화하는 것이다. 이 문구의 정확한 의미는 주제의 발전과 함께 진화했다. 원래는 임의의 매끄러운 곡면 {\displaystyle X'}와 쌍유리사상 {\displaystyle f\colon X\to X'}에 대해 {\displaystyle f}가 동형사상이 되는 매끄러운 다양체 {\displaystyle X}를 찾는 것을 의미했다.
현대 공식화에서 이론의 목표는 다음과 같다. 사영다양체 {\displaystyle X}이 주어졌다고 가정한다. 단순성을 위해, {\displaystyle X}는 비특이적이라고 가정한다.  고다이라 차원 {\displaystyle \kappa (X)}을 기준으로 두 가지 경우가 있다:
- {\displaystyle \kappa (X)=-\infty .} 목표는 {\displaystyle X}와 쌍유리동형인 다양체 {\displaystyle X'}와 {\displaystyle \dim Y<\dim X'}인 사영다양체 {\displaystyle Y}로의 사상{\displaystyle f\colon X'\to Y}을, 일반적인 섬유 {\displaystyle F}가 풍부한 반표준류 {\displaystyle -K_{F}}와 함께 찾는 것이다. 이러한 사상을 파노 섬유 공간이라고 한다.
- {\displaystyle \kappa (X)\geqslant 0.} 목표는 {\displaystyle X}와 쌍유리동형인 {\displaystyle X'}와 네프 표준류 {\displaystyle K_{X^{\prime }}}를 찾는 것이다. 이 경우, {\displaystyle X'}는 {\displaystyle X}에 대한 극소 모형이다.

위에서 나타나는 다양체 {\displaystyle X'} 그리고 {\displaystyle X}가 비특이적인지의 여부는 중요하다. 매끄러운 다양체 {\displaystyle X}로 시작했을 때 항상 매끄러운 다양체의 범주 안에서 극소 모형 또는 파노 섬유 공간을 찾을 수 있는 것이 자연스러워 보이지만, 이는 사실이 아니므로 특이적 다양체를 고려하는 것 또한 중요하다. 나타나는 특이점을 말단 특이점이라고 한다.

## 같이 보기
- 풍요의 추측
- 최소 유리 표면